# Tršće (Kakanj)
Pour les articles homonymes, voir Tršće.
Tršće (en cyrillique : Тршће) est un village de Bosnie-Herzégovine. Il est situé dans la municipalité de Kakanj, dans le canton de Zenica-Doboj et dans la fédération de Bosnie-et-Herzégovine. Selon les premiers résultats du recensement bosnien de 2013, il compte 798 habitants.

## Démographie

### Évolution historique de la population
| 1948 | 1953 | 1961 | 1971 | 1981  | 1991 | 2013 |
| ---- | ---- | ---- | ---- | ----- | ---- | ---- |
| -    | -    | 676  | 739  | 1 046 | 799  | 798  |

|  |

### Communauté locale
En 1991, la communauté locale de Tršće comptait 1 056 habitants, répartis de la manière suivante :